# Henry Percy, VI conte di Northumberland

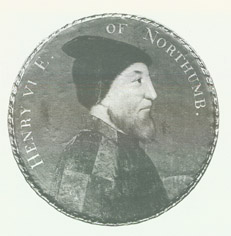
Henry Percy

Henry Percy (1502 – 29 giugno 1537) fu il sesto conte di Northumberland e pretendente alla mano della futura regina d'Inghilterra Anna Bolena, a cui fu costretto a rinunciare quand'ella decise di sposare Re Enrico VIII.

## Biografia
Era il figlio maggiore di Henry Algernon Percy, V conte di Northumberland e di Catherine Spencer.
Venne mandato da giovane a fare il valletto presso la famiglia di Thomas Wolsey. La principale fonte biografica che testimonia della vita giovanile di Percy fu la biografia di Wolsey scritta da George Cavendish. Egli divenne cavaliere nel 1519.

## Il legame con Anna Bolena
Il padre e il potente cardinale Wolsey avevano, fin dal 1516, pianificato per il giovane un matrimonio politicamente vantaggioso con la ricca e nobile Mary Talbot figlia di George Talbot, IV conte di Shrewsbury. In attesa delle nozze, il giovane Percy ebbe modo di frequentare la corte, dove intraprese una relazione clandestina con la giovane Anna Bolena, che all'epoca aveva ventidue o ventitré anni e, dopo aver soggiornato una decina d'anni in Francia per perfezionare la propria educazione, era entrata a far parte del seguito della regina Caterina d'Aragona 
Secondo alcuni contemporanei, i due si sarebbero impegnati ufficialmente di fronte a testimoni e potrebbero addirittura aver avuto rapporti sessuali, il che avrebbe conferito al fidanzamento la validità di un matrimonio vero e proprio. L'intrigo amoroso venne subito scoperto e il cardinale Wolsey, del quale Percy era il pupillo, intervenne con decisione, troncando la liaison tra i due giovani e imponendo che Anna, all'epoca era la semplice figlia di un cavaliere, oltretutto già compromessa a causa della relazione adulterina della sorella Maria con il re, di abbandonare la corte e fare ritorno alla propria residenza di famiglia a Hever, nel Kent. Il giovane Percy, minacciato dal padre di essere diseredato, si difese sostenendo di essersi "in questa faccenda spinto talmente avanti, davanti a tali e tanti testimoni, che non saprei come tirarmi indietro e liberare la mia coscienza" ma, naturalmente, ogni protesta fu vana.
Cavendish invece affermava che il re avesse già un interesse personale per Anna, da cui la reazione di Wolsey, ma ciò appare poco probabile, dal momento che all'epoca (circa 1523), Enrico VIII già intratteneva una relazione adulterina con Maria Bolena, dalla quale probabilmente - anche se non è certo - ebbe almeno un figlio, Henry Carey.
L'opinione corrente è che Anna fosse destinata da Wolsey a sposare James Butler, IX conte di Ormond, figlio di Piers Butler, VIII conte di Ormond, per risolvere una disputa sulla contea di Ormond che aveva coinvolto Sir Thomas Boleyn, padre della ragazza, il quale però risolse di rivendicare per sé stesso tale titolo, ritenendo un'eventuale unione della figlia con Butler poco conveniente.

## Il matrimonio con Mary Talbot
Henry dovette alla fine sposare di controvoglia Lady Mary Talbot, figlia del conte di Shrewsbury George Talbot, le cui nozze sono da collocare nel 1524 o nel 1525.
Dal 1528, dopo soli quattro anni di matrimonio l'unione della coppia era irrimediabilmente rotta. Northumberland si lamentò delle azioni malefiche e delle menzogne della moglie mentre suo padre si preoccupò che il figlio potesse arrivare anche ad avvelenarla.
Northumberland fu offeso dai sospetti e rifiutò ai servitori del suocero di vedere e parlare con la moglie. Quando il cognato della contessa William, Lord Dacre, chiese al duca di Norfolk di difenderla, Northumberland disse a Norfolk che l'avrebbe mai più rivista. La coppia poté separarsi poco dopo, almeno temporaneamente dato che Mary diede alla luce un bambino nato morto nel 1529. Nel 1536 Northumberland annunciò che stava lasciando tutta la sua eredità al re dato che non avrebbe avuto figli dalla moglie.
Percy venne allontanato dai suoi fratelli dato che non voleva che ereditassero la sua proprietà.
Mary Talbot accettò il divorzio e odiò per il resto della sua vita il marito. Nel 1532 Percy, divenuto duca di Northumberland, venne accusato dalla moglie di aver contratto un legame di fidanzamento avente efficacia legale con Anna Bolena. Mary confidò ad Anna il presunto sospetto nei confronti del marito, che poi menzionò la questione a Thomas Howard, III duca di Norfolk. Anna, consultata, ordinò un'inchiesta. Northumberland negò l'accusa sotto giuramento.
Nel 1536 Northumberland, di salute ormai cagionevole, fece parte della giuria per il processo ad Anna Bolena. Si disse che Anna, nella speranza di avere salva la vita, avesse ammesso di essere stata non solo fidanzata ma effettivamente sposata, ancorché in segreto, con lui oppure di aver avuto rapporti sessuali con il pretendente di un tempo, cosa che avrebbe conferito al legame, ancorché poco formale, la validità di un matrimonio. Durante la lettura della sentenza di condanna a morte Percy ebbe un malore e dovette essere trasportato via.
Morì il 29 giugno 1537, probabilmente per un tumore al fegato e venne sepolto nella chiesa di Hackney.
Non avendo avuto figli dalla moglie, a parte un bambino nato morto nel 1529, Henry Percy lasciò la contea al nipote Thomas, figlio di suo fratello sir Thomas Percy.